# چرخ‌ریسک (سرده)
چرخ‌ریسک (سرده) (نام علمی: Parus) نام یک سرده از تیره چرخ‌ریسک است.